# LOSER/ナンバーナイン
『LOSER / ナンバーナイン』（ルーザー / ナンバーナイン）は、米津玄師のメジャー5枚目の両A面シングル。2016年9月28日にソニー・ミュージックレコーズからリリース。

## 概要
前作『アンビリーバーズ』から約1年ぶりとなるシングルで、両A面として発売。前作まではユニバーサルシグマからのリリースであったが、今作からソニー・ミュージックレコーズからのリリースとなった。クッション封筒・紙ジャケットのCDと米津のイラストが彫刻されたドッグタグが封入される「LOSER盤」、7inchサイズの紙ジャケットのCDとミュージックビデオを収めたDVDからなる「ナンバーナイン盤」、CDのみの「通常盤」の3形態で発売。また、同シングル3形態の初回プレス分には、2016年11月から12月にかけて行われるライブツアー「米津玄師 2016 TOUR / はうる」のチケット先行抽選受付シリアルナンバーが封入された。
表題曲の1つである「ナンバーナイン」は、7月22日 - 9月25日に森アーツセンターギャラリーにて開催されたルーヴル美術館特別展「ルーヴルNo.9 〜漫画、9番目の芸術〜」の公式イメージソングとして、米津が書き下ろした楽曲である。また、この展覧会に米津が描き下ろしたイラストが特別出展され、そのイラストを使用したオリジナルグッズが展示会場で販売された。

## 楽曲について
1. LOSER
ナンバーナインの後に制作された楽曲。
2016年9月14日（水）の夜に米津玄師本人がSNS上で「ちょっとした企画をやります。みんなよろしく（ピース）」という告知とともにLINE LIVEでのカウントダウンを開始し、ファンの間で話題が急沸騰。翌15日（木）の正午から、上映場所の特定につながるヒントが30分毎に1枚ずつ解禁され、特定作業が進んでいった。その後カウントダウンの終了後、上映場所となった渋谷のとあるビルの壁面に「LOSER」のMVが投影されて初解禁となった。MVは米津自身が空っぽの教室、階段、夜の街でコンテンポラリーダンスを続ける内容となっており、このダンスの振り付けは辻本知彦が担当した[6]。米津は当時を「地獄のような日々でした（それまでほとんど運動していなかったため）」と振り返っている[7]。
楽曲は2015年にリリースしたアルバム『Bremen』の次へ進むことを意識した楽曲になっており、ラップを盛り込んだ刺々しいものになっている。
発売後の2018年5月より、Honda「JADE」のCMソングに起用された。
2. ナンバーナイン
ルーヴル美術館特別展「ルーヴルNo.9 〜漫画、9番目の芸術〜」公式イメージソングとして制作された。
MVは初回限定盤「ナンバーナイン盤」に収録されている。YouTubeの米津の公式チャンネルでは公開されておらず、シングル作品でMVが公開されていないのは現在までにこの曲のみである。
3. amen
このシングルの収録曲のなかで、唯一米津がセルフプロデュースした作品。ゴスペルを取り入れたダークな雰囲気の楽曲となっている。
間奏に朗読のような部分があり、ファンの間ではアウグスティヌスの「告白」の文章一例ではないかと言われている。なお歌詞カードにはこの部分は記されておらず、朗読の声もコーラスと被せているため聴き取りづらい。この朗読部分の内容について米津は「内緒」と答えている。

## 収録曲

### CD
| 全作詞・作曲: 米津玄師。 |                    |           |            |                       |      |
| #                        | タイトル           | 作詞      | 作曲・編曲 | 編曲                  | 時間 |
| 1.                       | 「LOSER」          | 米津玄師  | 米津玄師   | 米津玄師 / 蔦谷好位置 | 4:05 |
| 2.                       | 「ナンバーナイン」 | 米津玄師  | 米津玄師   | 米津玄師 / mabanua    | 4:23 |
| 3.                       | 「amen」           | 米津玄師  | 米津玄師   | 米津玄師              | 4:34 |
| 合計時間:                | 合計時間:          | 合計時間: | 13:02      |                       |      |

### DVD（ナンバーナイン盤のみ）
| #  | タイトル                         | 作詞 | 作曲・編曲 |
| -- | -------------------------------- | ---- | ---------- |
| 1. | 「LOSER -Music Video-」          |      |            |
| 2. | 「ナンバーナイン -Music Video-」 |      |            |